# 錢伯斯鎮區 (內布拉斯加州霍爾特縣)
錢伯斯鎮區（英語：Chambers Township）是位於美國內布拉斯加州霍爾特縣的一個行政鎮區。

## 地方資料
錢伯斯鎮區的面積為186.67平方千米，皆為陸地。根據2020年美國人口普查的數據，當地共有人口432人，而人口密度為每平方千米2.31人。